# 170th Street (stacja metra na Jerome Avenue Line)
170th Street – stacja początkowa metra nowojorskiego, na linii 4. Znajduje się w dzielnicy Bronx, w Nowym Jorku i zlokalizowana jest pomiędzy stacjami Mount Eden Avenue i 167th Street. Została otwarta 2 czerwca 1917.